# サン・ニコラス・デ・ロス・ガルサ
サン・ニコラス・デ・ロス・ガルサ（San Nicolás de los Garza）は、メキシコ、ヌエボ・レオン州の都市。州都モンテレイの北側に隣接し、都市圏の一部となっている。

## 概要
一般的には「サン・ニコラス」と呼ばれる。市の歴史は古く1597年にさかのぼる。長年、モンテレイ郊外の農村だったが、第二次世界大戦後の都市圏の拡大に伴って人口が急増し、1970年には市に昇格した。メトロレイ2号線が市内に乗り入れており、通勤通学に利用されている。
サン・ニコラスはプロサッカーチームUANLティグレスの本拠地として有名である。市内のヌエボ・レオン州立大学がチームを所有しており、大学の競技場を本拠地としている。